# 擬宝珠家
擬宝珠家（ぎぼしけ）は、秋本治の漫画『こちら葛飾区亀有公園前派出所』、ならびにそれを原作としたアニメに登場する架空の一族である。
なお当記事では、擬宝珠家が経営している寿司店「超神田寿司」（ちょうかんだずし）についても併せて解説する。

## 擬宝珠家の人々

亀有公園にある看板。右下に書かれているのが纏と檸檬。

「擬宝珠」の姓は飾りの「擬宝珠」に由来する。

### 纏
ぎぼし まとい
声の出演 - 土居裕子
新葛飾署交通課に勤務。夏春都の孫。両津勘吉の再従妹、中川圭一とは両津の弟の金次郎が中川の遠戚である霧ヶ谷景子と結婚したことにより遠い親戚の関係になっている。誕生日は4月30日。初登場時は19歳だったがすぐに誕生日を迎え20歳になった。血液型O型。身長173cm、体重50kg。スリーサイズは85・59・84。髪型はポニーテール。一人称は「あたし」。気が強く、男っぽい性格で男口調（登場初期は、女性らしい口調であった）。基本的には誰に対してもタメ口で、署長などの上司に対してもタメ口のため両津にあきれられ、言葉遣いを直すようにと夏春都からも注意された。但し、磯鷲剣之介に対しては敬語である。そのことで早矢に相談し、心が穏やかになるようにと箏と茶道を勧められ、後述の安全運転競技会の優勝でもらった署長ボーナス100万円で茶道具と箏を買い、両津に驚愕された。箏の腕は少しずつではあるが上達しているが、両津からも「女らしさに欠ける」「水着姿も色気が無い」などとよく言われる。実家は神田で寿司屋「超神田寿司」を営んでおり、兄に憂鬱（ゆううつ）、妹に檸檬（レモン）と蜜柑（ミカン）がいる。寿司屋という家柄から夜は12時就寝、朝は4時起床で、学生時代は学校にいつも一番乗りしている。化粧などはしておらず、洗髪にも卵シャンプーしか使わない。そのため身支度は両津よりも速い。制服にスニーカー姿がトレードマークで、冬服の時期でも上着を着ずに勤務している。
両津、夏春都、檸檬と比較すると常識的なほうだが、興味の無い事や身近過ぎる事には非常に無知で、時には両津を凌ぐほどの常識外れな粗暴な発言や行動をすることも多い。最新の情報機器や科学にも疎く、GoogleやLEDさえ知らなかった。そのため携帯電話は、夏春都のお古を使っていたが、機種に関するサービスが終了すると共に両津と新機種の購入を考えた結果、175-2から両津のiPhoneを永久借用している。また最初は、祭りで神輿の上に乗るという理由で浅草を田舎と称したこともある。彼女がメインヒロインを務めるエピソードは多く、しかも両津とは結婚寸前まで関係が進んだことがある（いとこ婚ならぬ「はとこ婚」）。
夏春都が彼の腕の確かさを見て薦めている事も理由の一つであるが、纏が勘吉の長所に惚れた事が最大の要因となっている（不良から纏を庇った事、いつも無愛想な檸檬を喜ばせた事など）。一方の両津も纏を意識しており、嫁よりお金に着目してしまう自分自身に疑問視していたり（+夫婦で寿司屋を営むと言った妄想も）、結婚寸前を機に今まで彼女を名字呼びしていたのを「纏」呼びに改めていたりと、お互い本気であった事が窺える。偽名を名乗っていた両津が両津家の人間と知った夏春都の猛反対や、さらに両津の両親（纏のいとこおじ・おば）の近親婚紛いへの困惑があるも、纏はそれでも夏春都の反対を押し切り両津と結婚しようとする。夏春都も「好きにしな」と承諾。しかし、擬宝珠家の資産に目が眩んだ両津の守銭奴ぶりを目の当たりにしたため破談になっている。作者曰く、「両さんと纏が本当に結婚したら、『こち亀』という作品自体にオチがついてしまう」「又いとこだったことを明らかにして、好き嫌いの関係とは違う身内どうしにしてしまったわけです」。作者によると、両津が誰かと結婚して家族を持ったらどうなるかというシミュレーションも兼ねてキャラクターを動かしているという（いわば疑似的な家族を持たせる目的）。
両津に対しては辛口の発言（特に超神田寿司絡みでは「口から産まれた根っからの詐欺師」「ペテン師」「言いなりになると破産する」など、半ば暴言に近い）が多いが嫌ってはおらず、2人で出かけたり、誕生日に不器用ながら手編みのマフラーを贈るなど、比較的仲は良好である。また麗子からは、大原や彼女がいない時の両津のお目付け役をたまに頼まれている。また彼女の登場に従い両津もツッコミキャラになることが多くなった。
ベーゴマ、メンコ、将棋がうまく、両津を負かすほど。少女時代は野球、学生時代はソフトボールをやっていて、ストレートは時速150kmを超える速球を投げる（両津は140kmなので彼よりも速い）。なぎなたも夏春都から教わっただけの自己流だが、磯鷲早矢と2時間以上戦っても決着が付かないほどの腕前を持っている。車の運転も得意で、パトカー、ミニパトの安全運転競技会で早矢と組んで警視庁代表となり、全国大会でも優勝している（しかし、両津の提案で葛飾署のミニパトがフェラーリ・エンツォフェラーリになったときに、右側のドアで両津の制服のズボンの裾をはさんで、そのまま20分間運転し続けた）。幼少期に民謡を習っていたため歌もまた非常に上手であるが、大人びた歌い方が恥ずかしいという理由でカラオケでは歌いたがらない。また幼少から母親に日本舞踊を習っていたという一面も持つ。逆に絵を描くのは苦手で、コーヒーカップを描かせた際は、正面と上部を同じアングルで描くという酷いもので、両津に「子供の描き方」と馬鹿にされている。『Kamedas2』には纏の描いた漫画が収録されているが、両津に「檸檬より下手」と酷評された。酒には弱く、日本酒1合で泥酔してしまう。兄の憂鬱とはプロレス技の掛け合いをしていたこともあり、酔った勢いで両津にネックロックを掛けて気絶させてしまったこともある。
名門校の桜稟大学付属高校卒。大学入試には合格していたものの、大学へ進むかどうか迷っていた。高校の卒業式の後に聖橋での白線流しをする際、御茶ノ水駅の電車のホームから川へ転落した子供を助けるため川へ飛び込み子供を無事助けた。纏は当たり前のことをしたと思っていたが感謝されて驚き、人を助けることはいいことだと感じ、早く社会に出て人のための仕事をしようと決めて警察官を選んだ。次の日交番に願書を出して、次の週試験で合格し警察学校に入学。警察から子供を救った感謝状をもらい、同署に来てくれと勧誘されたが葛飾署に卒配した。作者曰く、両津と対抗出来るライバルキャラとして登場させた。登場9年目の北京オリンピック開催時に日暮熟睡男との共演が実現しており、それまで日暮の存在を知らなかった。
第183巻第2話によれば、35年後には夏春都と共に日本橋で呉服店を営んでいる。
連続放送のアニメ終了後のスペシャルでは、夏春都や檸檬とは異なりアニメ最終回（第344話）のおまけを最後に『こちら葛飾区亀有公園前派出所 THE FINAL 両津勘吉 最後の日』（以下『こち亀 THE FINAL』）まで12年間登場しなかった。

### 夏春都
ぎぼし げぱると（旧姓：両津）
声の出演 - 小宮孝泰
眼鏡をかけた両津の（父方の）大叔母。夜婁紫喰の母、擬宝珠纏たちの祖母、勘兵衛の妹であり、銀次の（父方の）叔母である。「超神田寿司」を経営している。初登場時は99歳、第180巻第7話では105歳（アニメ第252話では101歳）。擬宝珠 貴一廊（ぎぼし きいちろう）に嫁いだ。貴一廊が書いた大正11年の出納表を見た際に嫁いだのが関東大震災が発生した大正12年という記述がある。なお、貴一廊は太平洋戦争時の徴兵により戦没している。
「ゲパルト(=Gepard)」の名はドイツの対空戦車名に由来するため、両津は最初夏春都をドイツ人かと思った。誕生日は5月10日。算盤の速度は指が見えないほどに速い。三味線を得意とし、普段は右利きだがその時だけ左利きになる（両津曰く「ポール・マッカートニーみたい」）。IT知識が豊富で、パソコンや携帯電話を使いこなし、現在パソコンはソニーのVAIOZ、携帯電話はソニー・エリクソンのXperiaを使っており、DVDについても詳しい。だがテレビは旧式のブラウン管テレビを好む（ブラウン管テレビを見続けた世代であり、液晶テレビは鮮明すぎて気味が悪く、ブラウン管のボヤッとした温かみがいいとのこと）。盆栽の趣味は老後のためにとっておくらしい。両津家出身のため、商売人気質があり、出すアイデアは時に両津のものすら超えていると評されることもある。擬宝珠家の自家用車はジャガー（上級モデルであるデイムラー・ダブルシックス）。纏が母親の桔梗から警察官になることを反対されている時に彼女が桔梗をなだめた結果、纏は警察官になることができた。
両津家の男に対してはラテン系でいいかげんな人間が多いため嫌悪感を抱いているが、両津家の女は嫁いできた者も含め几帳面な人間が多いため特に嫌ってはいない。勘吉については、最初こそは両津家の人間と知った際「両津家の人間と知っていれば上げなかった」と言い、遊ぶことしか考えていない勘吉を本人のいないところでは「バカ吉」と呼んでいたりもするが、現在は店の売り上げを3倍にした功績があってか（勘吉の職人気質の面は高く評価している）、ある程度気に入っており、自分の旦那と似ているところがある（気っ風の良さ、仲間思いの部分）と纏に話したことがある。
兄の勘兵衛とは反りも合わないのだが、戦後の食糧難時代に苦しんでいた時に勘兵衛がくすねてきた芋を幼い彼女に与えた優しさの思い出を檸檬に語ったことがある（ただし、彼女の実年齢と時代背景に矛盾があるが、年齢的に日露戦争後の出来事とも解釈できる）。両津家の男はいいかげんな血筋だが、同時に面倒見のいい所もあることを表すエピソードといえる。
勘吉とは勘吉が幼稚園児の頃に会ったことがあるが、兄である勘兵衛とは不仲で交流が全く無かったにもかかわらず勘吉のことを知っていた（なぜ知っていたのかは不明）。擬宝珠家に嫁いでから80年以上、勘兵衛とは一度も会っていなかった。
両津家の男の典型に当てはまらない金次郎とは作中では接点がなく、夏春都が彼を認知しているのかも不明。
第200巻第20話では、夫の遺品の壊れた軍用時計をパーツ取り用の古時計を探していた勘吉にあげるが、勘吉がアメリカの軍用時計コレクターの元に行って修理してもらったことで再び時計が動きだした。その際に軍用時計の内側には「夏春都」の文字が彫られていたことを勘吉から伝えられて直った時計を返されると、勘吉に「ありがとう」と初めて礼を言った。
第183巻第2話によれば35年後も140歳にして健在であり、纏と共に日本橋で呉服店を営んでいる。
アニメでは原作と比較してかなり快活であり、原作での初登場時に両津に対して行っていたなぎなたでの攻撃がパターン化している。加えて原作以上に両津家の男を嫌っているため、勘吉のこともあまり信用していない 。勘吉とは何かにつけて対立しているが、纏はそれを「2人にとってスポーツみたいなもの」と称している。また、孫たち（特に原作以上に両津を慕う檸檬）と勘吉の仲が良いのも気に入らないようで、わざと嫌わせようとしており（結果は失敗）、原作とは打って変わって憎まれ役のような立ち位置になっている。
原作以上にパソコンを使いこなしており、世界中と鮮魚の取引をしているほか、自身の顔を若い女性の写真に合成した画像を使い老人向けのアダルトサイトを開設していた。
一方で、目の前で檸檬が誘拐犯グループに攫われるのを許すなど、機転に欠ける所もある（その場には夜婁紫喰夫婦もいたが、乳幼児である蜜柑を守るのが精一杯であった）。
なお、声を演じた小宮と両津役の石井は、共にコント赤信号のメンバーで旧知の仲である。

### 檸檬
ぎぼし れもん
声の出演 - 齋藤彩夏
纏の妹。幼稚園児。年齢は4歳（アニメでは5歳）。誕生日は12月11日。血液型はO型。身長95cm、体重15kg（第140巻第4話では16kg）。髪型はツインテール。顔は美少女と言って良く、電極＋は檸檬に一目惚れをしている。初期は感情表現に乏しく無愛想であったが、両津と出会ってから明るい性格になり、よく懐き心を許している。原作では両津の一カ月間の謹慎の際に初登場したが、アニメでは両津と纏の結婚騒動の後に初登場しており、両津の謹慎中にフランスに留学していた。
両津のことを大切な家族であると思っており自己分析のセルフアレンジメントで、「大切なもの」に実兄の憂鬱より、両津の名前を先に書いているほど。ただし、明らかに両津が悪事をした時は、あきれて窘める。
大人顔負けの特殊技能を多々持っている。特に味覚は「神の舌」の異名をとるほど優れており、作り手の精神状態を判断したり、一口食べただけで成分の細かい分析ができる。そのことは有名店の間では熟知されているようで、若年にして料理業界では一目置かれる存在となっている。中川圭一や秋本・カトリーヌ・麗子ほどの大富豪でも予約を断られる場合のある超高級店「料亭 篤」に、新葛飾署の外国の来賓を接待するための紹介状を書いた時は、最高級の部屋にいた首相を別の部屋に移動させ、料金もタダ（通常一人100万円で一席400万円）にしてしまうほどの威力を見せた。
将棋の腕前は作中最強クラスであり、両津に十枚落ち（玉将と歩兵のみ、しかも取った駒は使わないというハンデ付き）で勝てるほどで、全国将棋大会の幼稚園の部で優勝しており、実力は優にアマチュア段位クラス。書道の腕にも優れていて、超高級料亭の最高級の部屋に書が飾られたり、新日本書道展で大賞を取るほどである。一人称は「わし」で、口癖は「～じゃ」や「～じゃのう」。口が悪く、どんな大人に対してもはっきりと言ったり、タメ口である。両津のことを「勘吉」と呼び捨てで呼ぶ。『水戸黄門』『鬼平犯科帳』などの時代劇や将棋、『おじゃる丸』などが好きである。『旗本退屈男』など時代劇の名前を漢字で書くことができる。その一方で当初は自分の名前の漢字を書けなかったが、後に書けるようになった（第163巻「自己分析の巻」のセルフアレンジメントの紙に自筆で表記）。文才もあり、時代小説を書いて両津が自分の名前で投稿した「ケータイ小説大賞」に入選し、大ヒットとなった（後に檸檬が作者であることが発覚し、さらに驚かれた）。また池波正太郎・司馬遼太郎・藤沢周平・柴田錬三郎・隆慶一郎などの時代小説を好む。当初は字が読めないため朗読してもらっていたが、夏春都に漢字辞書をもらってからは自分で読んでいる。後期は歌舞伎がマイブームであり、中村芝翫・片岡仁左衛門らの歌舞伎役者を好む。
しっかり者だが、両津に学校に関する嘘の怖い話を聞かされた際にはパニックに陥っていた（給食を残すと逆さ磔にされるや夕方まで学校に残っていると食パンの幽霊が出るなど）。さらに、人前ではめったに涙を見せないが、幼稚園で飼って育てていたハムスターを夜中に侵入した高校生に惨殺された際は、犯人を戒めた後に人目をはばからず号泣していた。アニメ版では逆に泣き上戸の性格である。妹の蜜柑にはお姉さんらしく接している。
食パンが大嫌いであったが（家では和食中心の食事でパンが出ないうえ、パン独特のパサパサ感や口の中の水分を持って行かれるのが苦手。ただしパサパサ感が軽減するサンドウィッチであれば食べられる）、蜜柑によって食べられるようになった。顔には出さないが、人参が苦手。
理想の男性として両津の名前を挙げており、恋心を抱いている電極＋がショックを受けたことがある。アニメ版ではぎっくり腰になった父親の代理で幼稚園の父親参観に両津が参加した際にクラスメイトの父親（両津の知人）の恰好を茶化した少年を迷わず戒めた両津を見て、纏に対して（本気か冗談かは定かではないが）「纏がいらないなら自分が勘吉のお嫁さんになる」と言っており、その話を聞いた夏春都は幼稚園児をたぶらかしたとして、両津は夏春都になぎなたで追い回される羽目になった。そのためかたびたび擬宝珠家を追い出された両津に食料を持っていくなどしている。アニメでは両津を初対面時のみ軽んじていたが、その後は人間的にも尊敬している発言がたびたび見受けられる。また好意を持っている理由として、容姿と言動が鐘馗に似ていて頼りになるとも答えている。
両津も檸檬や蜜柑に対しては実の親以上に親バカの一面を見せている。163-9では、檸檬の弁当を作っていることが判明。成長期であることに配慮し、味・見た目・栄養の全てにおいて非常に凝った弁当を、1か月間全く別メニューで作っている。また、先述のハムスター惨殺事件の際には強い憤り・怒りを見せ、犯人である高校生たちに懲戒免職覚悟で鉄拳制裁を食らわせたうえで身柄を引きずり、檸檬の前にて自分たちの罪を告白させている。アニメでは檸檬が京都行きの新幹線を名古屋で途中下車（老人に親切している間に新幹線が出発してしまった）してしまった時に、走行中の新幹線から飛び降りさらには走行中の対向車に飛び乗ってまで檸檬を迎えに行っていた。檸檬に対してはかなり過保護に接するため、他人からは別人格とまで言われている。しかし二人は顔立ちが似ておらず両津の人相が悪いため、たびたび誘拐犯に間違えられている。勘吉が悪い事をした時には説教をして諭し、勘吉はそれによって心を入れ替えている。両津とは又従兄妹（はとこ）関係だが、年齢は数十歳離れており、周囲からは親子と勘違いされる程である。
しっかりしている反動か、嘘をつくことが極端に下手。必ず目を逸らすために両津たちにすぐにばれてしまう。ラッキー（アニメではハッピー）という名の熊のぬいぐるみを大切にしており、京都やタイに遠出する時も持ち歩いている。アニメでは、このぬいぐるみは京都に修行に行っている憂鬱が初めての給料で買ってくれた物であることが明かされている。また、纏が初めての給料で買ってくれた靴も大切に保管している。
前述のとおり、誕生日は12月11日であるが、これは作者の秋本治と同じである。作者によると、初期構想では「麗子の従妹というような設定で、もともとは活発な金髪のフランス人だった」とのこと。それが日本的なイメージに変わってしまい、現在のキャラクターになった。設定は大きく変わったものの、髪型はもともとのイメージのままだと語っている（すなわち、今の姿をそのまま金髪にしたものが構想時のデザインである）。
第183巻第2話によれば、35年後には「超神田寿司」を改装した料亭「超神田」の女将を務めており、既婚で息子もいる。
『こち亀 THE FINAL』では、アッタカイーノ王国から来日した王女・サブリナと瓜二つであることから意気投合し仲良くなる。そしてスケジュールで行きたいところに行けない彼女のために自らが影武者となって入れ替わるも、サブリナを狙う謎の集団によって誘拐されてしまうが、両津や特殊刑事をはじめとした援護の末に救出される。

### 蜜柑
ぎぼし みかん
声の出演 - 鮭延未可
誕生日は6月23日。血液型はO型。身長72cm、体重8.4 kg。
纏と檸檬の妹。多少言葉を発することができる（最初にしゃべった言葉は「れもん」、二番目に「イチロー（両津の別名）」）。「蜜柑」の名前は週刊少年ジャンプの読者から一般公募で決定された名前で、姉の檸檬にちなんで名づけられた。アニメでは夏春都が決めていた名前の中から檸檬が選んでつけたという設定になっている。
アニメでは両津があやすと泣き止んだという描写がある。
夏春都の孫ではあるが、祖母との年齢が100以上離れており、実兄の憂鬱や実姉の纏とは親子ほど年が離れている。

### 憂鬱
ぎぼし ゆううつ
声の出演 - 小川輝晃
纏の兄。京都の料亭「超雅」で修業をしていたが、後に礒鷲家に料理人として就職する（ただし一時的だったようで、その後は再び「超雅」に戻っている）。なぜこんな酷い名前を付けられたかは不明。酒を飲むと憂鬱になり涙しやすい。思い込みの激しい面もあり、「目が合った」「買い物のレジで釣り銭をもらう時に下に手を添えられた」などの女性のちょっとした行為で惚れられたと勘違いする。特に早矢や右京のような大和撫子に弱い。しかしながら男前で野球、剣道、水泳などスポーツ万能であり、纏に野球を教えたのは彼である。それゆえ、纏が男っぽいのは自分のせいではないかと悩んでいた。鉄道ファンでもある。

### 夜婁紫喰
ぎぼし よろしく
声の出演 - 西松和彦
夏春都の息子で、纏たちの父親。勘吉の従兄弟叔父、勘兵衛、みの吉の甥、銀次の従兄弟。超神田寿司の店主だが、店の実権は母に握られている。妻との結婚も母に決められ、本人の知らないうちに婚姻届を出されたものである。あまりにも影が薄い。父親を太平洋戦争時の徴兵で亡くしている。
年齢については触れられていないが戦中以前の生まれであることは判明しているため、檸檬や蜜柑とは少なくとも祖父と孫ほどの年齢差がある。

### 桔梗
ぎぼし ききょう
声の出演 - 木村亜希子
夜婁紫喰の妻で、纏たちの母親。すでに成人の長男と長女を持つ身でありながら、外見はとても若く見える。纏の日本舞踊の元師匠でもある。纏が警官になることには反対していた。
年齢は不明だが、作中で蜜柑を産んでいるのと憂鬱の年齢を考えると30代以下はあり得ないため40代と思われる。

### 雪丸
ゆきまる
擬宝珠家で飼われている子犬。性別はオス。元は捨て犬だったが檸檬が拾ってきてそのまま飼われることになる。寿司屋という関係上、当初は飼うことを反対され、元いた場所に戻されるも、保健所の職員たちに連れて行かれそうになるところを檸檬が引き取ったため、最終的に飼われることになる。雪の日に拾われたため、雪丸と名づけられた。武士のような名前の通り、忠誠心が強く、主人である檸檬を守るためなら大型犬にも果敢に立ち向かっていくほどである。
元々は離島に住む男性が飼っていた犬が4匹の子犬を出産し、雪丸はその内の1匹であった。本土から旅行に来ていた少女が雪丸を貰って本土に戻るが、マンション暮らしであり、親から反対された為、神社に放った。少女はその後も雪丸の事を心配しており、両津から雪丸は擬宝珠家で飼うと聞いた際は安心したという。

### ソレイユ
擬宝珠家で飼われている子犬。性別はメス。フランス語で太陽の意味。雪丸が生まれた島にいた子犬で、雪丸が島に里帰りした際に雪丸に懐いて離れようとしなかったため、一緒に連れて帰ることにした。店が食べ物を扱っている関係上、連れて帰ることを纏が心配していたが、勘吉が夏春都に島の酒を大量に土産に買って帰って説得した。擬宝珠家で飼うようになった後、檸檬が名付けた。

### 貴一廊
ぎぼし きいちろう
夏春都の夫で夜婁紫喰の父、纏たちの祖父にあたる。手先が器用であった事から、工兵として従軍していたが、太平洋戦争（第二次大戦）で戦死した。夏春都によると「面倒見がよくて 自分より人の事を考えていた」タイプの人間だったらしい。原作の153巻によれば神田の交通博物館（1936年開館・2006年閉館）開業の際にも、寿司をさし入れたり展示や模型製作の手伝いをしたりしていた。アニメ未登場のため声優はなし。遺品の軍用時計の中には｢夏春都｣の文字を彫っていた。

## 作品中における位置付け
『こち亀』の舞台初演やアニメ映画第1作『こちら葛飾区亀有公園前派出所 THE MOVIE』の封切りなどの大きな出来事が相次いだ。これを受けて「漫画のほうでも頑張らなければ」と発起した作者が、その年のうちに新しいキャラクターを出そうと決めたことから全てが始まった。第118巻において、擬宝珠纏が超神田寿司とともに作中に登場し、以後のストーリーにおいて大きな位置を占めている。これは、作者の秋本治が当時「両津に家族がいたら面白いかもしれない」との考えに至ったためである。ただ、両津の結婚はストーリー上、不可能であり、両津の両親や兄弟もすでに登場済みでそこからストーリーを膨らますことも出来なかった。よって、それまでのストーリーとは全く違った存在が必要であったので超神田寿司を経営する擬宝珠家が登場した。擬宝珠家の家紋は笹竜胆である（第273話より）。
具体的には両津に対抗できる気の強い「纏」、両津にパパ的側面を出す「檸檬」「蜜柑」、大原大次郎とは違った母親的な怒り役「夏春都」がそれぞれ登場した。また、ギャグの中心として出発した派出所とは違った舞台として、伝統的な寿司店がいいとして、「超神田寿司」が登場した。なお、擬宝珠家と両津を親戚としたのは纏と両津が結婚しにくくするためとされる（法律上は可能である）。
第120巻から第160巻ぐらいにかけて、擬宝珠家ならびに超神田寿司の全盛期を迎えた。特に、第120巻代後半から130巻代後半にかけ、擬宝珠家および超神田寿司関係メイン（纏・檸檬など）の話が1つの巻に半数以上を占めた。その後、第159巻で夏春都にゲームソフトを捨てられそうになったことを理由に両津が超神田寿司を出ていってしまったためか、第160巻以降、超神田寿司の登場頻度が減りつつあるが、数話に一度程度の登場は続いている。また、磯鷲早矢や御堂春など別のキャラクターや下町をテーマにした話に関係する形でも登場している。
第200巻が発売した時点での40代を迎えた読者（もしくは1999年以前からのオールドファン）にはなじみが薄く、彼らは擬宝珠家の登場でこち亀が駄目になったと言う否定的な評価をしている。作者曰く「そう言った読者は社会人となってこち亀を卒業しているだろう」と考えたという。

## 両津とのつながり
超神田寿司の経営者、擬宝珠夏春都と両津は大叔母、又甥の関係である。具体的には両津の祖父勘兵衛と夏春都が兄妹である。だが、勘兵衛と夏春都の仲が悪く、行き来がなかったため、両津は30代中盤（推定）まで擬宝珠家が親戚であると知らなかった。
両津と超神田寿司の出会うきっかけは夏春都の孫、擬宝珠纏が葛飾署（現・新葛飾署）に配属になったことから始まる。その直後、両津はPC設置のため、超神田寿司を訪れて擬宝珠家との接点が生まれる。その後、両津が纏をかばって駐車違反に逆上した男を殴る暴行事件を起こす。そのため両津は一カ月間の謹慎となり、責任を感じた纏の誘いで超神田寿司店でアルバイトとして働くことになる。なお、この時、纏は両津の名前を忘れており、浅草出身であることから「浅草一郎」（通称イチロー）というあだ名で呼ばれる。後に纏との結婚騒動の際に両津が金目当てで地下室に忍び込んだのがばれて、お仕置きとして地下室に閉じ込められ、結婚は破談になったものの、擬宝珠家との関係は修復している。
両津は調理技術の高さと夏春都達の監督もあって真面目に下働きからこなして板前に昇格を認められ謹慎後も超神田寿司店に出入りしていた。しかし「警察官の仕事がおろそかになる」ことを懸念した大原に叱られたこと、公務員が副業をすることは原則禁止されていることから両津は戸籍を買って（戸籍名は「浅草一郎」）超神田寿司の正社員となり、警察寮（ニコニコ寮）も出て超神田寿司に居候していた時期があった。アニメ版では実際の職務規定に配慮して、繁忙期限定でアルバイトを続けている設定に変更されている。
なお、上記のように両津と纏たちの関係は「又従兄妹（はとこ）」だが、両津が彼女たちのことを知人に話す時は「いとこ」といっていた。

## 超神田寿司
擬宝珠家が経営している寿司屋。所在地は東京都千代田区外神田2丁目。社員は30人。単行本119巻に登場する出納帳の最古のものから少なくとも享保2年（1717年）には開業していることが明らかとなっている。夏春都が嫁いできた大正時代には「ネタは当然だが、シャリもうまい超神田」と言われ、現代でも薪で米を炊く伝統を守っている。店の敷地には擬宝珠家の住居のほかに若手調理人の共同部屋があり、住み込みで働いている。また原作では勘吉も一時期は共同部屋に住んでいた時期があった。
現在の店主は擬宝珠夜婁紫喰だが、実質的経営権は夜婁紫喰の母親で大女将である夏春都が握っている。なお、調理場については擬宝珠家の一員ではない板長がおり、勘吉を含む数人の調理人を指揮している。夏春都は保守的でありながらも革新的な考えを持っていて、チェーン店システムや水上オートバイによる配達などを提案したり、勘吉の奇抜なアイデアを承認、投資することもよくある。また、従業員を大切にしており、正月にはお年玉と称して、ボーナスを支給するなどしており、店全体で海外旅行に行ったこともある。
チェーン店の2号店の初代店長は勘吉であり、初日の売り上げが200万である。仕入れも本店とは異なり、最初は築地市場で仕入れていた。漁師の飛鷹二徹に直接交渉したり、アメリカ陸軍所属の爆竜大佐などによる直送でやっていたが、一時期は途絶えることもあった。なお、そのときの2号店の店員は勘吉と本田速人のみである。
ジョディーが1か月板前修業をし、プロの板前並みの技術を身に付けたことでカール・ヴィンソンに支店を作っている。
支店に秋葉原店があったが、勘吉の失敗により潰れてしまった。
店の味については四歳の擬宝珠檸檬が責任を持っており、その知識は板長以上である。ゆえに、板長は勘吉から批判されている。
備考
店の名前は作者が「一目見て、寿司屋と分かるものにしたい」という意向で当初「神田寿司」とされたが、実在する店があったため、絶対実在しない「超」をつけたという。